# NGC 4278
NGC 4278 ist eine Elliptische Galaxie mit aktivem Galaxienkern vom Hubble-Typ E1 im Sternbild Haar der Berenike am Nordsternhimmel. Sie ist schätzungsweise 55 Millionen Lichtjahre von der Milchstraße entfernt und hat einen Durchmesser von etwa 60.000 Lichtjahren. Mit NGC 4283 bildet sie das (optische?) Galaxienpaar Holm 369. Gemeinsam mit 18 weiteren Galaxien zählt sie zur NGC 4274-Gruppe (LGG 279) und gilt als Mitglied des Coma-Galaxienhaufens.

Im selben Himmelsareal befinden sich u. a. die Galaxien NGC 4274, NGC 4286, NGC 4310, NGC 4338.
Das Objekt wurde am 13. März 1785 von William Herschel entdeckt.